# À bientôt nous deux
«À bientôt nous deux» es una canción escrita por Robert Gall y Claude-Henri Vic. Fue interpretada por el cantante francés Hugues Aufray en 1964. Otros artistas que llegaron a versionarla fueron la propia hija del letrista de la canción, la cantante francesa France Gall, y la británica Marianne Faithfull.

## Versión de Marianne Faithfull
Marianne Faithfull versionó la canción en 1965, primero adaptada al inglés por el arreglista Mike Leander para su álbum homónimo bajo el título «He'll Come Back to Me», y después al idioma original en francés en 1966. Esta se lanzó como sencillo solo en Francia, en cuyo lado B se incluyó «Summer Nights» adaptada al francés como «Nuit d'été». El sencillo era para promocionar comercialmente su EP francés en el cual estaba incluida «À bientôt nous deux», además de las versiones de «Summer Nights», «Come and Stay with Me» («Là… devant toi») y «Morning Sun» («Comme une aube nouvelle»).